# La noche es virgen (programa de televisión)
La noche es virgen fue un programa de televisión peruano conducido por Jaime Bayly. El programa fue estrenado en septiembre de 2001 por Panamericana Televisión y a las pocas semanas de emisión fue adquirido por Telemundo para su transmisión internacional.

## El programa
El programa adoptó el nombre de la novela homónima de Jaime Bayly publicada en 1997 y ganadora del Premio Herralde de novela. Producido por Ximena Ruiz Rosas se planteó como un late night show en donde Bayly entrevistó a diversas celebridades internacionales. Además contó con la participación del público mediante preguntas al invitado a través del teléfono. 

"Para mí -agregó- el éxito no consiste en tener fama, dinero o poder, sino simplemente en pasarla bien. Lo único que le pido a Dios es mucha salud para ver crecer a mis hijas y ser feliz con ellas y, de ser posible, preservar cierta armonía en mi vida para seguir escribiendo"
Jaime Bayly (Terra, 22 de julio de 2002) 

Desde el estreno Jaime Bayly se caracterizó por sus comentarios irreverentes y preguntas incisivas a los invitados.

"Yo voy a hacer un programa con temas del momento, de política, pero desde otro ángulo. Pero lo que yo no quiero hacer es machacar a la gente, destruir a la gente, para eso hay otros programas en donde revelan cosas horrendas, acá queremos divertirlos"
Jaime Bayly (Correo, 4 de abril de 2002) 

El programa recibió negociaciones para su emisión por Chilevisión que no fructificaron. No obstante, desde el 28 de octubre de 2001, fue transmitido por la cadena Telemundo. Además también se emitió por TC Televisión en Ecuador llegando a grabarse algunos de los episodios en esta emisora de televisión.